# Diplocentrus santiagoi
Espèce
Diplocentrus santiagoi est une espèce de scorpions de la famille des Diplocentridae.

## Distribution
Cette espèce est endémique du département de Copán au Honduras. Elle se rencontre vers Santa Rosa de Copán.

## Description
La femelle holotype mesure 60 mm.

## Étymologie
Cette espèce est nommée en l'honneur de Jorge A. Santiago-Blay.

## Publication originale
- Stockwell, 1988 : Six new species of Diplocentrus Peters from Central America (Scorpiones, Diplocentridae). Journal of Arachnology, vol. 16, no 2, p. 153-175 (texte intégral).